# مظهر (اسم)
مظهر هو اسم علم مذكر من أصل عربي، ومعناه هو البارز الظاهرمكان الظهور الرفيع القدر.

## شخصيات تحمل الاسم
- مظهر أبو النجا (ممثل مصري، 10 يوليو 1942 – 1 مايو 2017)
- مظهر السعيد ( – 10 أكتوبر 2017)
- مظهر جروج (ممثل سوري)
- مظهر رسلان
- مظهر شاهين (1974 – )
- مظهر طيارة (1988 – 2012)
- مظهر كراسنيكي (17 أكتوبر 1931 – )

## وصلات خارجية
- موسوعة السلطان قابوس لأسماء العرب